# Schismatoclada aurea
Schismatoclada aurea är en måreväxtart som beskrevs av Anne-Marie Homolle. Schismatoclada aurea ingår i släktet Schismatoclada och familjen måreväxter. Inga underarter finns listade i Catalogue of Life.